# Newport News Shipbuilding

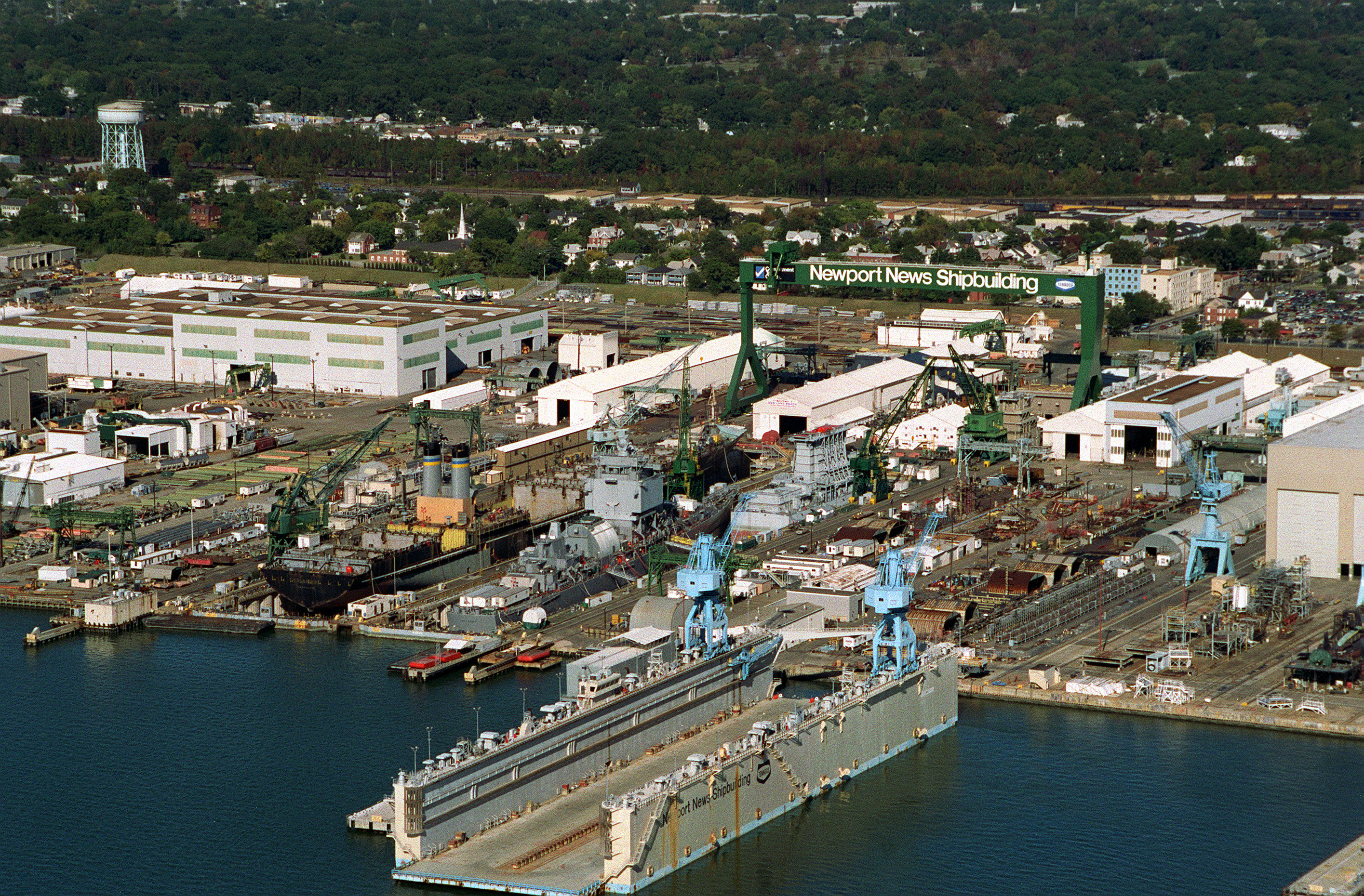
Vista aérea do estaleiro em 1994.

A Northrop Grumman Newport News, chamada anteriormente de Newport News Shipbuilding and Drydock Company, é um estaleiro de navios militares dos Estados Unidos e a responsável pela construção dos porta-aviões da classe Nimitz. Esta companhia é sediada no estado americano da Virgínia e faz parte do grupo empresarial Northrop Grumman que em março de 2011 reagrupou suas empresas na área marítima criando a Huntington Ingalls Industries (HII).

## Instalações

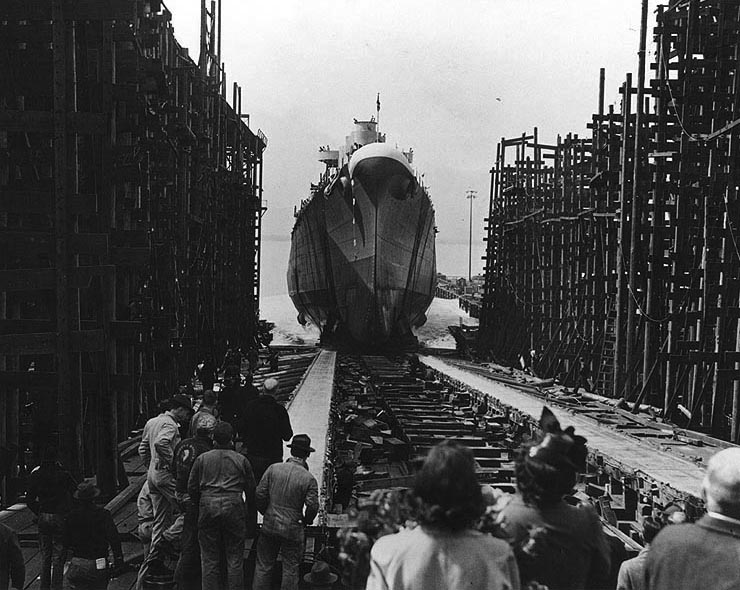
Lançamento do USS Birmingham (CL-62) nos estaleiros da Newport News Shipbuilding em 20 de março de 1942.

A HII em várias plantas industriais nos Estados Unidos:
- Newport News Shipbuilding, Newport News, Virgínia (Porta-aviões nucleares e submarinos)
- Ingalls Shipbuilding, Pascagoula, Mississippi (navios anfíbios e cúters para a Guarda Costeira)
- Virginia Beach, Virgínia (Navios auxiliares)
- San Diego, Califórnia (Reparos navais)
- Gulfport, Mississippi (Componentes fabricados em Composite)

### Instalaçoes desativadas
- New Orleans, Louisiana (Navios auxiliares e anfíbios, fechada em 2013)[3]
- Tallulah, Louisiana (Componentes, fechada em 2011)[3]
- Waggaman, Louisiana (fechada em 2011)[3]